# プレマゼパム
プレマゼパム（英：Premazepam）はピロロジアゼピン系薬物である。ベンゾジアゼピン受容体の部分作動薬であり、1984年にヒトにおいて抗不安薬と鎮静薬としての作用があることが示されたが、販売されることはなかった。

## 特徴
ヒトでのプレマゼパムを初回投与では、ジアゼパムと同様の心理テスト結果が示された。また、プレマゼパムの初回投与により、ジアゼパムと同様の鎮静作用が得られることが示されたが、初回投与後の精神運動障害はジアゼパムよりもプレマゼパムの方が強い。しかし、1日以上の反復投与では、プレマゼパムはジアゼパムよりも鎮静作用が弱く、精神運動障害も弱い。プレマゼパムには鎮静薬、抗不安薬としての作用がある。プレマゼパムの脳波の変化はジアゼパムより徐波が多く、速波が少ない。試験では、プレマゼパム7.5mgはジアゼパム5mgとほぼ同等であることが示されている。

## 薬理学
プレマゼパムはピロロジアゼピンで、ベンゾジアゼピン受容体の部分作動薬として作用する。血漿中濃度がピークに達するまでの平均時間は2時間で、ヒトにおけるプレマゼパムの平均半減期は11.5時間である。薬物の約90％は未変化体の形で排泄される。残りの10％の薬物のうち、代謝物はいずれも薬理学的活性を示さなかった。したがって、プレマゼパムはヒトにおいて活性代謝物を生成しない。

## 関連記事
- ベンゾジアゼピン
- ベンゾジアゼピン依存症
- ベンゾジアゼピン離脱症候群
- ベンゾジアゼピンの長期的影響